# Sam Witwer

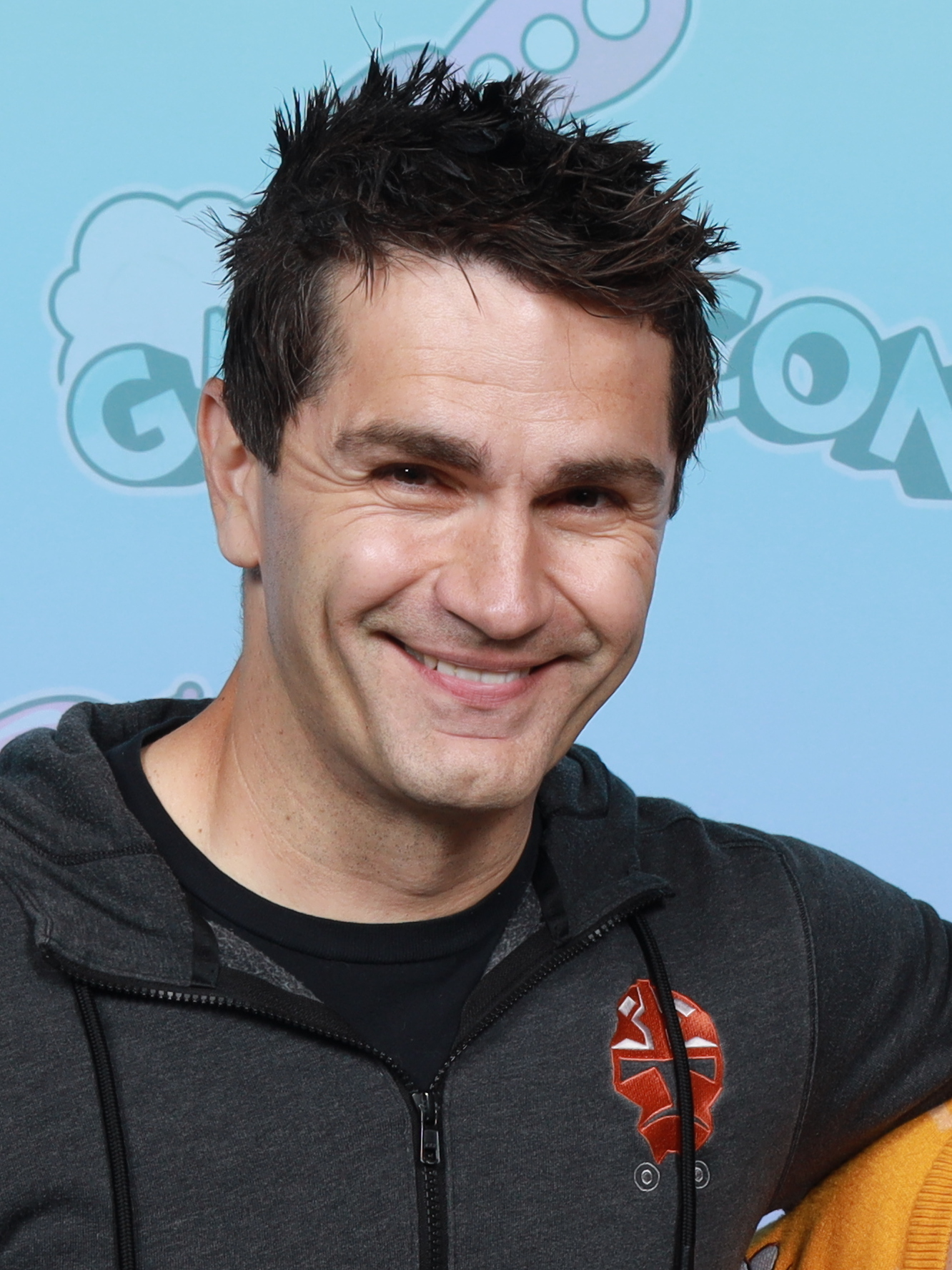
Sam Witwer (2024)

Samuel „Sam“ Stewart Witwer (* 20. Oktober 1977 in Glenview, Illinois) ist ein US-amerikanischer Schauspieler, Synchronsprecher und Hörbuchsprecher.

## Leben
Sam Witwer begann seine Karriere im Jahr 2001 mit einmaligen Auftritten in verschiedenen Fernsehserien, darunter in einer Folge von Emergency Room – Die Notaufnahme und Navy CIS. Im Zeitraum 2004 bis 2005 übernahm er erstmals einen wiederkehrenden Part und war in elf Folgen von Battlestar Galactica zu sehen. Wiederum folgten Auftritte in Fernsehserien, 2006 schließlich kam mit Crank ein erster kleiner Auftritt in einer Kinoproduktion hinzu. Im Jahr darauf folgte eine größere Rolle in der Stephen-King-Verfilmung Der Nebel. Dennoch liegt der Fokus seines Engagements seither noch immer beim Fernsehen, so hatte er Gastauftritte in Dexter und CSI: Den Tätern auf der Spur sowie eine größere Rolle in Smallville.
Von 2011 bis 2014 war Witwer in einer Hauptrolle im US-Remake Being Human der gleichnamigen britischen Fernsehserie zu sehen. Im englischsprachigen Raum ist Witwer auch als Synchronsprecher tätig, so sprach er beispielsweise in beiden Teilen von Star Wars: The Force Unleashed Starkiller, beziehungsweise Galen Malek und Palpatine, dem er auch weiterhin seine Stimme leihen sollte. Auch in anderen Star-Wars-Medien war er als Synchronsprecher tätig, so war er von 2011 bis 2013 in der animierten Fernsehserie Star Wars: The Clone Wars unter anderem als Darth Maul zu hören. Seit 2015 vertont er beide Figuren wieder in der Disney-Animationsserie Star Wars: Rebels.

## Filmografie (Auswahl)
- 2001: Emergency Room – Die Notaufnahme (ER, Fernsehserie, Episode 7x20)
- 2002: Dark Angel (Fernsehserie, Episode 2x14)
- 2003: Angel – Jäger der Finsternis (Angel, Fernsehserie, Episode 4x18)
- 2004: Cold Case – Kein Opfer ist je vergessen (Cold Case, Fernsehserie, Episode 1x22)
- 2004: Navy CIS (NCIS, Fernsehserie, Episode 1x21)
- 2004–2005: Battlestar Galactica (Fernsehserie, 11 Episoden)
- 2006: Bones – Die Knochenjägerin (Bones, Fernsehserie Episode 2x1)
- 2006: Crank
- 2006: Dexter (Fernsehserie, 3 Episoden)
- 2007: Der Nebel (The Mist)
- 2007–2008: CSI: Vegas (CSI: Crime Scene Investigation, Fernsehserie, 2 Episoden)
- 2008–2009: Smallville (Fernsehserie, 22 Episoden)
- 2009: Gamer
- 2010: The Walking Dead (Fernsehserie, Episoden 1x01–1x02)
- 2011: The Return of Joe Rich
- 2011–2013, 2020: Star Wars: The Clone Wars (Fernsehserie, 14 Episoden, Stimme)
- 2011–2014: Being Human (Fernsehserie, 52 Folgen)
- 2012: Lego Star Wars: The Empire Strikes Out (Fernsehfilm)
- 2014: Grimm (Fernsehserie, Episode 3x16)
- 2015: Stalker (Fernsehserie, Episode 1x20)
- 2015–2018: Star Wars Rebels (Fernsehserie, 6 Episoden, Stimme)
- 2016: Once Upon a Time – Es war einmal … (Once Upon a Time, Fernsehserie, 5 Episoden)
- 2017: Philip K. Dick’s Electric Dreams (Fernsehserie, Episode 1x05)
- 2018: Solo: A Star Wars Story (Stimme)
- 2018–2020: Supergirl (Fernsehserie, 18 Episoden)
- 2019: Riverdale (Fernsehserie, 2 Episoden)
- 2022: Andor (Fernsehserie, Episode 1x07)
- 2022: Mythic Quest (Fernsehserie, Episode 3x07)

## Computerspiele
- 2008: Star Wars: The Force Unleashed
- 2009: Star Wars: The Force Unleashed – Ultimate Sith Edition
- 2010: Star Wars: The Force Unleashed II
- 2012: Kinect Star Wars
- 2015: Disney Infinity 3.0
- 2015: Star Wars: Battlefront
- 2016: Lego Star Wars: Das Erwachen der Macht
- 2017: Star Wars: Battlefront II
- 2019: Days Gone
- 2019: Star Wars Jedi: Fallen Order
- 2021: Star Trek Online
- 2022: The Callisto Protocol
- 2023: Horizon Forbidden West: Burning Shores

## Hörbücher
- 2022: Michael Reaves: Star Wars: Shadow Hunter, Audible & Random House Audio